# Antonio Castagnaro
Antonio Castagnaro (Montebello Vicentino, 13 novembre 1826 – Khartum, 6 febbraio 1854) è stato un missionario italiano.

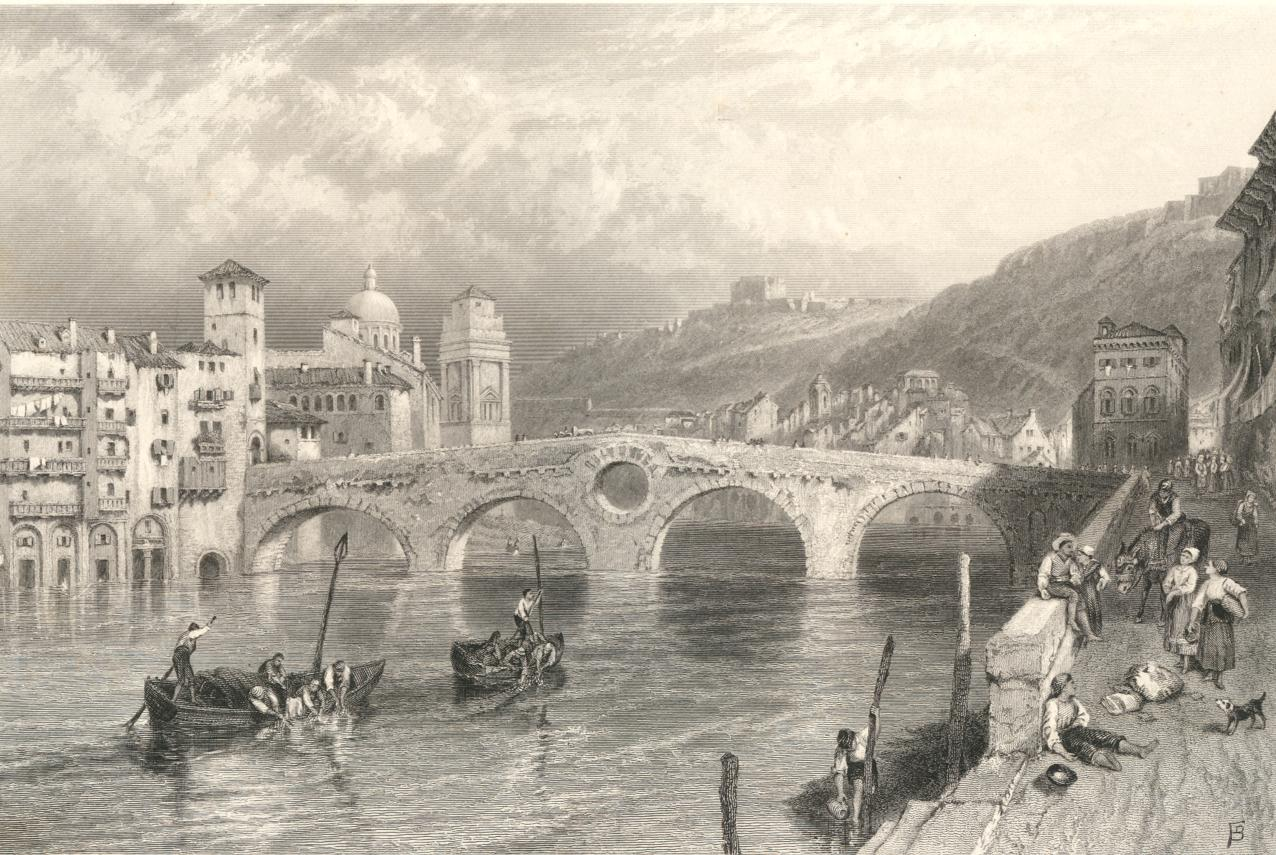
Veduta del Ponte romano nei pressi dell'Istituto maschile. Incisione da acquarello del 1850 di Myles Birkett Foster

È uno dei pionieri dell'esplorazione dell'Africa, con spedizioni in Africa Centrale che si spingeranno in territori mai raggiunti prima da altri europei.
Don Castagnaro, insieme a don Angelo Vinco, don Beltrame, don Daniele Comboni ed altri sacerdoti del Vicariato Apostolico dell'Africa Centrale, porrà le basi per la futura evangelizzazione dell'Africa che, prima di loro, si era fermata ai territori del nord e della costa del continente africano.

## Biografia
Don Antonio Castagnaro entra nell'Istituto di don Nicola Mazza nel 1836 e viene ordinato sacerdote nel 1849. Verso la fine del 1850 è inviato dal Mazza con don Giovanni Beltrame a Venezia, presso l'ospedale dell'Ordine ospedaliero di San Giovanni di Dio, nell'isola di San Servolo, allo scopo di impratichirsi nell'assistenza infermieristica e, presso i mechitaristi della vicina isola di San Lazzaro degli Armeni, per apprendere la lingua araba.
Dopo un paio d'anni, nell'autunno del 1852, Don Castagnaro e don Beltrame fanno ritorno a Verona.
Il 28 settembre 1853 partono ambedue per l'Africa, in missione esplorativa, allo scopo di cercare una località adatta da cui iniziare la realizzazione del piano mazziano di evangelizzazione dell'Africa. Nell'attraversare, a dorso di cammello, il torrido deserto di Nubia, don Castagnaro è colpito da febbri e dissenteria e giunge a malapena a Khartoum dove la sua salute si aggrava ulteriormente fino alla morte.

## Fonti
- R. Camponogara, I missionari mazziani (in "Lo sguardo oltre il confine" di M. Gomiero) - CEM - 2004
- Rino Cona - Nicola Mazza un prete per la Chiesa e la società - CEM - 2006